# Vinkovačko srebro
Vinkovačko srebro je ostava bogato ukrašenog rimskog srebrnog posuđa s početka 4. st., otkrivena 23. ožujka 2012. u Vinkovcima, prigodom zaštitnih arheoloških istraživanja u Dugoj ulici 26.

## Opis
Ostava se sastoji od 46 predmeta: pladnjeva, zdjela, tanjura, čaša, vrčeva i žlica, ukupne mase oko 36 kg, od kojih su neki ukrašeni tehnikama pozlate i niella. Prema prvim procjenama, neki, a možda i svi predmeti iz te stilski homogene ostave izrađeni su u Akvileji, a majstor koji je svoj autorski potpis urezao na jednom od predmeta zvao se Antoninus. To vinkovački nalaz čini jedinstvenim, jer se u vrijeme Rimskog Carstva majstori koji su izrađivali i ukrašavali srebrno posuđe u pravilu nisu potpisivali na svoja djela, nego su u njih ponekad jedino urezivali imena naručitelja tj. vlasnika, npr. kao u slučaju glasovitog Seusova blaga.
Premda je u prvi mah datirano u kraj 4. i početak 5. st., mnogo je vjerojatnije da je Vinkovačko srebro izrađeno sredinom 4. st.
U prilog tome govore figuralni motivi dobrog pastira i konjanika u lovu na lava iz središnjih medaljona dvaju velikih pladnjeva, koji su česti u rimskoj umjetnosti prve polovice 4. st., dok kasnije gube popularnost. 
Naručitelj vinkovačkog posuđa je zacijelo bio poganin, jer ni jedan od ukrasa s posuđa nema isključivo kršćansko značenje, što također može ukazivati na dataciju u rano 4. stoljeće.
Premda po masi i broju otkrivenih predmeta Vinkovačko srebro nadmašuje glasovito Seusovo blago, ono svojom umjetničkom kvalitetom ipak bitno zaostaje za glasovitim nalazom iz Barbarige, te se smatra da je moglo nastati u provincijalnoj radionici koja se mogla nalaziti u samim Cibalama, rimskom prethodniku današnjih Vinkovaca. 
Srebro je zakopao u ostavu neki istaknuti Cibalitanac, vjerojatno za nesigurnih vremena koncem 4. ili početkom 5. st.
Iako čišćenje, konzervacija i znanstvena analiza Vinkovačkog srebra tek predstoji, ipak je već sada jasno da je riječ o jednoj od najvažnijih do danas otkrivenih garnitura ukrašenog rimskog srebrnog posuđa i pribora za jelo, te jednom od najznačajnijih rimskih nalaza ikada otkrivenih na tlu Hrvatske.

## Galerija slika
- Čaša ukrašena lisnatim i spiralnim ornamentom.
- Središnji dio pladnja s pozlaćenim prikazom dobrog pastira.
- Neukrašena zdjela
- Predmet na kojem je urezano: "AQVILA ANTONINUS FECIT" tj: "Načinio Antonin Akvila"
- Ulomci razlomljenih posuda

## Vanjske poveznice
- Blago iznimne vrijednosti stiglo u Zagreb
- Arheološko otkriće u Slavoniji vrijednije od Seusovog blaga?
- Vinkovačko srebro ide na turneju
- HRT: Akvilino srebro - rimsko blago otkriveno u Vinkovcima  Arhivirana inačica izvorne stranice od 24. rujna 2015. (Wayback Machine)
- Najstariji prank pronađen u Hrvatskoj! British Museum o tantalusu iz Vinkovaca  Arhivirana inačica izvorne stranice od 21. rujna 2020. (Wayback Machine)